# Шинкарь, Александр Сергеевич
Александр Сергеевич Шинкарь (род. 3 июля 1981, Уфа) — российский хоккеист, нападающий. Мастер спорта России. Тренер.

## Биография
Воспитанник уфимского хоккея. Дебютировал в открытом чемпионате России в сезоне 1997/98 в составе команды «Новойл» Уфа. Следующие два сезона провёл в системе череповецкой «Северстали». Перед сезоном 2000/01 перешёл в петербургский СКА. По ходу следующего сезона перешёл в «Салават Юлаев», при этом права на хоккеиста оставались у «Северстали». Сезон 2002/03 отыграл в «Северстали». Следующий сезон начал в «Салавате Юлаеве», затем перешёл в СКА. Сезон 2007/08 провёл в нижегородском «Торпедо». Перед стартом первого сезона КХЛ в статусе свободного агента перешёл в новокузнецкий «Металлург». 5 сентября в матче с рижским «Динамо» (7:0) забросил три шайбы, став автором первого хет-трика в истории КХЛ. В октябре 2009 года главный тренер «Металлурга» Дмитрий Пархоменко заявил, что его не устраивает игра Шинкаря, и 1 декабря контракт с хоккеистом был расторгнут. 21 декабря Шинкарь подписал контракт с командой высшей лиги «Югра» Ханты-Мансийск.
Играл за команды ВХЛ «Молот-Прикамье» Пермь (2010/11), «Лада» Тольятти (2010/11 — 2013/14, был капитаном), казахстанские «Сарыарка» Караганда и «Казцинк-Торпедо» Усть-Каменогорск (2014/15). В августе 2015 года сообщалось о переходе Шинкаря в «Арлан» Кокшетау, однако уже через полмесяца он покинул команду.
Победитель Универсиады 2003 года.
Тренер в ДЮСШ имени Азаматова (Уфа, 2016/17 — 2018/19), «Салавате Юлаеве» (юноши, 2019/20 — 2021/22). С 2022 года — тренер в академии им. Сайфуллина (Казань). В сезоне-2024/25 работал в МХК «Чайка» (Нижний Новгород), вместе с которой завоевал бронзовые медали. Летом 2025 года стал тренером нападающих в клубе «Южный Урал».
Младший брат Данила также играл в хоккей.